# Bernhard Beiderlinden

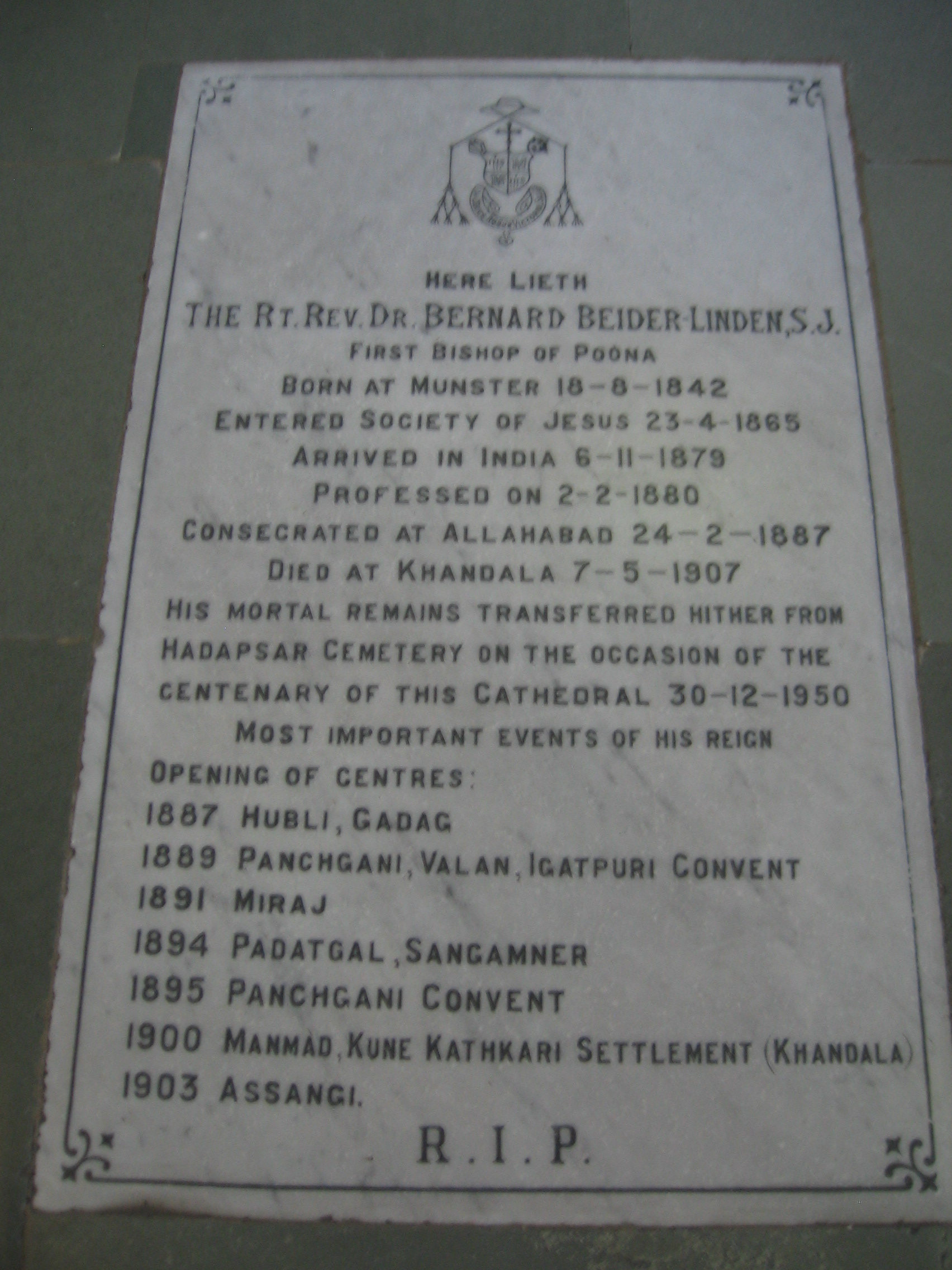
Grabplatte

Bernhard Beiderlinden SJ, in Indien fälschlicherweise auch als Bernhard Beider-Linden bezeichnet, (* 18. August 1842 in Münster, Deutscher Bund; † 7. Mai 1907 in Khandala, Indien) war ein deutscher römisch-katholischer Missionar und Bischof von Poona in Indien.

## Leben
Bernhard Beiderlinden wurde in Münster als Sohn einer Kaufmannsfamilie geboren. Er studierte Mathematik und Physik in Berlin und Göttingen. Am 23. April 1865 in den Jesuitenorden eingetreten, absolvierte er sein Noviziat (1865–1867) und sein Juniorat (1867–1869) in Friedrichsburg bei Münster (heute Provinzhaus der Vorsehungsschwestern). Philosophie studierte er in Maria Laach (1869–1870), Theologie in Maria Laach und, infolge des preußischen Kulturkampfs vertrieben, in Ditton Hall in England (1872–1873). 1872/73 unterrichtete er Deutsch am Beaumont College (Old Windsor, Berkshire,) und betreute von 1874 bis 1876 die Pfarrei Bedford-Leigh bei Manchester. Von 1876 bis 1878 war er im Bewährungshaus in Portico bei Liverpool als Minister, Prokurator und Gemeindepfarrer tätig.
Nach dem Tertiat ebenda 1878 bis 1879 ging er am 6. November 1879 nach Indien. Am 2. Februar 1880 legte er die ewige Profess ab. Ein Jahr verbrachte er am 1869 von deutschen Jesuiten gegründeten St Xavier College in Bombay (heute Mumbai), wurde dann Lehrer an der St Mary’s School ebenda und kehrte 1881 als Minister, Prokurator und Englischlehrer an das St Xavier College zurück. Von 1882 bis 1885 war er Oberer der Mission und kam 1885 als Oberer, Gemeindepfarrer, Studienpräfekt, Lateinlehrer und Militärkaplan nach Poona.
Am 22. Dezember 1886 ernannte ihn Papst Leo XIII. zum ersten Bischof des am 1. September 1886 errichteten Bistums Poona. Am 27. Februar 1887 wurde er in Allahabad gemeinsam mit dem ebenfalls neu ernannten Erzbischof von Bombay, George Porter, von Erzbischof Antonio Agliardi, Apostolischer Delegat in Indien, zum Bischof geweiht. Mitkonsekratoren waren Paul Goethals SJ, Erzbischof von Kalkutta, und Francesco Vincenzo Pesci OFMCap, Bischof von Allahabad.
In seiner zwanzigjährigen Amtszeit wurden im Bistum etwa 25 Kirchen oder Kapellen errichtet und die Mission nach Marathas und ins Innere von Darwar erweitert. Er starb am 7. Mai 1907 in Khandala. Am 30. Dezember 1950 wurde sein Leichnam in die St Patrick’s Cathedral von Poona übertragen.